# Pagla Kahin Ka
Pagla Kahin Ka ist ein Hindi-Film von Shakti Samanta aus dem Jahr 1970 mit Shammi Kapoor, Asha Parekh, Helen und Prem Chopra in den Hauptrollen, die gemeinsam schon in dem erfolgreichen Film Teesri Manzil (1966) zu sehen waren.

## Handlung
Nachdem der 6-jährige Sujeet seinen Vater Ajit in der psychiatrischen Anstalt besucht, hat er nun selbst mit psychischen Problemen zu kämpfen. Somit bringt er sich stets in Schwierigkeiten und bricht sogar aus dem Waisenhaus aus.
Jahre später findet der Musiker Shyam den am Straßenrand singenden Sujeet und heuert ihn als Sänger in einem Nachtclub an. Dort trifft Sujeet auf die Tänzerin Jenny und beide verlieben sich ineinander. Als sie ihre Hochzeit bekannt geben, kreuzt der Nachtclubbesitzer Max ihre Pläne. Als Max dann auch noch eine Waffe zieht, bringt ihn Shyam um. Sujeet beschließt die Schuld auf sich zu nehmen und wird von der Polizei verhaftet.
Durch die Vortäuschung eines Wahnsinnigen, kommt Sujeet in eine psychiatrische Anstalt. Ganz liebevoll wird er dort von der Ärztin Shalini behandelt. Nach einem Jahr wird er entlassen und kehrt zum Nachtclub zurück, nur um zu sehen, dass Shyam und Jenny sich verloben. Er fühlt sich betrogen und wird tatsächlich verrückt, so dass er wieder in die Anstalt eingeliefert wird.
Dr. Shalini versucht alles um seinen Gesundheitszustand zu verbessern. Auf diese Weise kommen sie sich näher und versuchen Shyams wahres Gesicht ans Licht zu bringen. Es gelingt ihnen und beide freuen sich auf eine gemeinsame glückliche Zukunft.

## Musik
| Lied                           | Sänger/in       |
| ------------------------------ | --------------- |
| Aye Mere Dil Yahan             | Mohammad Rafi   |
| Log Kahen Mujhe Pagla Kahin Ka | Mohammad Rafi   |
| Suno Zindagi Gati Hai          | Asha Bhosle     |
| Tum Mujhe Yun Bhula Na Paoge   | Lata Mangeshkar |
| Tum Mujhe Yun Bhula Na Paoge   | Mohammad Rafi   |
| Meri Bhains Ko Danda           | Manna Dey       |